# Tinea misceella
Tinea misceella är en fjärilsart som beskrevs av Victor Toucey Chambers 1873. Tinea misceella ingår i släktet Tinea och familjen äkta malar. Inga underarter finns listade i Catalogue of Life.